# Parajulis poecilepterus
 Parajulis poecilepterus és una espècie de peix de la família dels làbrids i de l'ordre dels perciformes que es troba des de Corea i el nord del Japó fins a Taiwan i Hong Kong.
Els mascles poden assolir els 34 cm de longitud total.